# Adelius aridus
Adelius aridus är en stekelart som först beskrevs av Vladimir Ivanovich Tobias 1967.  Adelius aridus ingår i släktet Adelius och familjen bracksteklar. Inga underarter finns listade i Catalogue of Life.